# Вівчарик камчатський
Вівча́рик камчатський (Phylloscopus examinandus) — вид горобцеподібних птахів родини вівчарикових (Phylloscopidae). Гніздиться в Північно-Східній Азії, зимує в Південно-Східній Азії. Раніше вважався підвидом шелюгового вівчарика, однак був визнаний окремим видом.

## Опис
Довжина камчатського вівчарика становить 11-13 см. Верхня частина тіла у нього є більш зеленою, ніж у шелюгового вівчарика, а нижня частина тіла більш жовтою, однак загалом він є менш яскравим, ніж японський вівчарик. Порівняно з японським вічариком камчатський вівчарик має більші розміри, більш міцний дзьоб і коротші крила, а порівняно з шелюговим вівчариком камчатський вівчарик має довший дзьоб, хвіст і лапи.

## Поширення і екологія
Камчатські вівчарики гніздяться на Камчатському півострові, на Командорських і Курильських островах, на Сахаліні і Хоккайдо. Взимку вони мігрують на острови Малайського архіпелагу. Вони гніздяться в гірських хвойних і березових лісах, переважно на висоті від 1500 до 2500 м над рівнем моря, зимують в тропічних лісах, в мангрових заростях, в садах і на плантаціях. Живляться комахами та іншими дрібними безхребетними.